# Йуд (буква еврейского алфавита)
Йуд, также йод (ивр. יוד‎) — десятая буква еврейского алфавита.
Имеет числовое значение (гематрию) 10. В иврите она обозначает звук [j]. В качестве матери чтения входит в некоторые из обозначений для гласных [i], [e], реже [a]. При неогласованном письме может обозначать те же гласные и в тех случаях, когда огласованное письмо требует использовать диакритический знак без матери чтения, а если обозначает согласный [j], то удваивается.
| ײ         | ײַ                     | ױ       | יִ            |
| Цвей йудн | Цвей йудн мит а пасех | Вов-йуд | Йуд с точкой |

В языке идиш эта буква может обозначать гласный [i], согласный [j] или мягкость предшествующего согласного. С участием этой буквы пишутся дифтонги: удвоенный йуд (ײ, цвей йудн, [eɪ]); удвоенный йуд с патахом (ײַ, цвей йудн мит а па́сех, [aɪ]); сочетание с буквой вов (ױ, вов-йуд, [oɪ]). Если несколько букв вов и йуд идут подряд, для однозначности чтения под буквой йуд ставится точка (аналогично хирику в иврите, но прямо под буквой йуд, а не под предыдущей: יִ), когда она обозначает гласный [i].

## Название
Вопрос предпочтительности вариантов йуд и куф (по сравнению с вариантами йод и коф, имевшими основное хождение среди сефардских евреев) подробно обсуждается в книге гебраиста Ицхака Авинери «Яд ха-лашон», издательства «Изреэль» (1964), с. 228, где им приводятся следующие аргументы данной позиции: 1) за исключением букв гимель и шин буквы еврейского алфавита группируются в соответствии с общей формой огласовки/флексии («мишкаль»): алеф-далет-ламед-самех, бет-хет-тет-реш и т. д., в то время как буквы йуд и куф обладают общей формой с буквой нун; 2) вариант йуд и куф используется Хаимом Нахманом Бяликом, чья практика часто принимается за норму в современном иврите, в поэме «Алеф-Бет»; 3) Авинери цитирует в своей книги труды гебраиста Исраэля Бурштейна (1949), показавшего, что происхождение варианта йод и коф основывается на вторичной по сути (являющейся греческим переводом еврейского источника) Септуагинте, в то время как первичность варианта йуд и куф подтверждается исследованием близкого к древнееврейскому пунического языка.